# Givaudan
Givaudan SA – szwajcarskie przedsiębiorstwo branży chemicznej, będące największym na świecie producentem substancji zapachowych do kosmetyków i aromatów spożywczych. Dostarcza składniki m.in. takim producentom perfum jak Calvin Klein, czy Burberry. Jest również producentem dodatków zapachowych do mydeł, słodyczy i napojów, których odbiorcami jest wiele przedsiębiorstw na całym świecie.